# بوبر یرقانی
بوبر یرقانی (نام علمی: Phyllastrephus icterinus) نام یک گونه از سرده بوبرهای اصلی است.